# Panamá en los Juegos Olímpicos de Roma 1960
Panamá estuvo representado en los Juegos Olímpicos de Roma 1960 por seis deportistas, dos hombres y cuatro mujeres, que compitieron en tres deportes.
El equipo olímpico panameño no obtuvo ninguna medalla en estos Juegos.